# Iris Mittenaere
Iris Mittenaere (Lila, 25 de enero de 1993) es una modelo, celebridad, aristócrata, activista social y reina de belleza francesa ganadora del título Miss Universo 2016.

## Biografía
Iris Mittenaere nació en Lila el 25 de enero de 1993, hija de Yves Mittenaere, un profesor de historia y geografía, y Laurence Druart, una maestra de escuela y guía del Museo Flanders. Mittenaere tiene un hermano, una hermana y una media hermana. Estudió en la escuela de Steenvoorde, donde reside con su madre desde la infancia, y en la Universidad de Lille; en 2011 obtuvo una licenciatura en ciencias con honores en la escuela secundaria de Flandres en Hazebrouck. Posteriormente, se trasladó a Lille, su ciudad natal, para continuar sus estudios superiores, e ingresa a la Facultad de Medicina de la Universidad de Henry Warembourg en Lille por un año para estudios comunes de salud, para luego ingresar al programa de cirugía dental.

## Miss Francia 2016

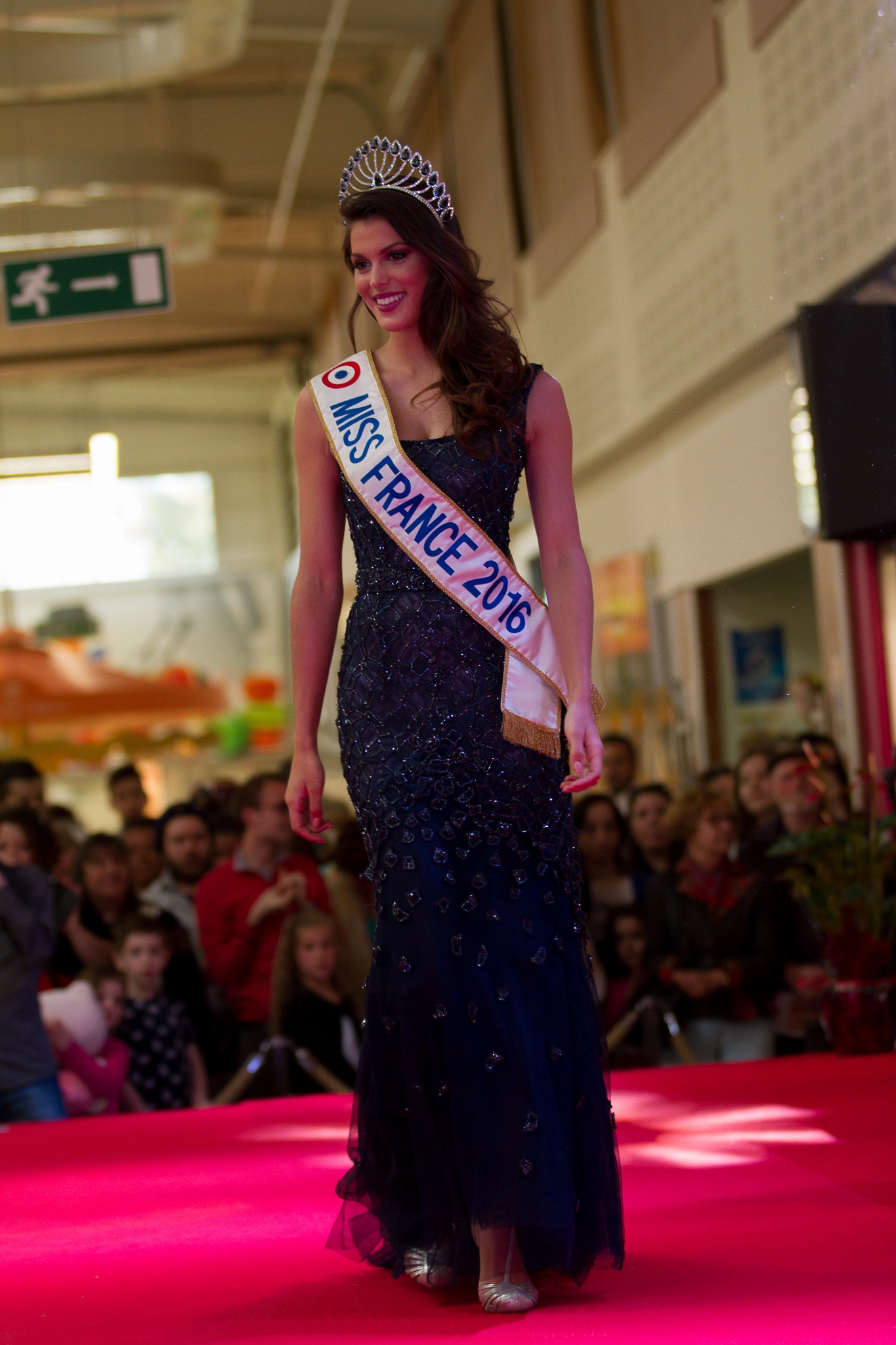
Iris como Miss Francia 2016.

Iris Mittenaere fue elegida Miss Flandes 2015 en Bailleul, y después, ganó el concurso de Miss Norte-Paso de Calais que se efectuó en Orchies. Participó en la 86.ª edición del certamen Miss Francia. El concurso se llevó a cabo el 19 de diciembre de 2015. Allí compitió con otras 32 candidatas representantes de diversas regiones y dependencias francesas y al final de la velada se adjudicó como ganadora, siendo coronada de manos de su antecesora, Camille Cerf.
Su reinado como Miss Francia culminó un año después de ser coronada, el 17 de diciembre de 2016, cuando coronó a Alicia Aylies como reina nacional.

## Miss Universo 2016
Como parte de sus responsabilidades como Miss Francia, representó a tal país en la 65.ª edición de Miss Universo, que se llevó a cabo el 30 de enero de 2017 en Manila (Filipinas). Al final del evento, fue coronada Miss Universo de manos de Pia Wurtzbach, siendo la segunda francesa en 63 años en lograr la hazaña.
Es la segunda mujer francesa en ostentar el título desde 1953, cuando Christiane Martel, también de Francia, alcanzó el título. Mittenaere es además la primera Miss Universo europea desde la edición de 1990.
Durante su reinado Iris visito 10 países fuera de los Estados Unidos los cuales fueron Francia, Ecuador, Perú, India, Egipto, México, Indonesia, Costa de Marfil, Haití e Islas Caimán.
Iris fue coronada con la corona DIC pero durante su reinado comenzó a usar la antigua corona diamond nexus crown, cuando entregó corona a su sucesora fue la Mikimoto Crown.

## Vida personal
Desde inicios del 2019, mantiene una relación con el empresario francés Diego el Glaoui, el cual tras 3 años de estar juntos, anunciaron en sus redes sociales, su compromiso matrimonial..